# Бренда Фрікер
Бренда Фрікер (англ. Brenda Fricker; *17 лютого 1945, Дублін)— ірландська акторка, володарка премії «Оскар» (1990).

## Біографія
Бренда Фрікер народилася 17 лютого 1945 в Дубліні в журналістській родині. Перед тим, як стати актрисою, вона працювала асистентом редактора у ірландської газеті «The Irish Times», і хотіла в майбутньому стати репортером, також як і її батьки. Але потім її інтереси змінилися і вона захопилася театром. Бренда працювала в Ірландському театрі, а потім у Національному театрі, Королівському театрі Шекспіра і багатьох інших. У кіно вона вперше з'явилася в віці 19 років, у фільмі «Тягар пристрастей людських», де у неї була дуже маленька роль, навіть не зазначена в титрах.
Потім Бренда багато працювала на британському телебаченні, де одна з найбільш її відомих ролей була в серіалі «Катастрофа». У 1990 Фрікер стала володаркою премії «Оскар», за виконання ролі місіс Браун в драмі «Моя ліва нога».
Після ряду успішних фільмів, серед яких «Один вдома 2» (1992), «Я одружився з вбивцею з сокирою» (1993), «Янголи на краю поля» (1994), Бренда відновила активну кар'єру на телебаченні, знявшись у багатьох телевізійних фільмах, а також в парі епізодів серіалу «Катастрофа», в якому вона знімалася ще в 1980-х.
Одними з останніх успішних фільмів за участю Бренди стали «А в душі я танцюю» (2004) і «Замикаючи коло» (2007).
Бренда була одружена з актором Баррі Девісом, з яким розлучилася в 1990. В даний час вона живе в Бристолі зі своїм партнером Джо.

## Вибрана фільмографія
- «Таємничий Альберт Ноббс» (2011)— Поллі
- «Злива» (2011)— Дотті
- «Замикаючи коло» (2007)— Бабуся Рейллі
- «Дорога на Тару» (2005)— Мона
- «Молоко» (2005)— Нен
- «А в душі я танцюю» (2004)— Айлін
- «Полювання на Вероніку» (2003)— Берні
- «Час вбивати» (1996)— Етель
- «Любов без імені» (1994)— Лілі
- «Янголи на краю поля» (1994)— Меггі Нельсон
- «Смертельний рада» (1994)— Айріс
- «Я одружився з вбивцею з сокирою» (1993)— Мері Маккинзи
- «Один вдома 2» (1992)— Годувальниця голубів у парку
- «Поле» (1990)— Меггі МакКейб
- «Моя ліва нога» (1989)— Місіс Браун
- «Роман в бальною кімнаті» (1982)— Бріді
- «Грішний Деві» (1969)— епізод (немає в титрах)

## Нагороди
- 1990— Премія «Оскар»— найкраща жіноча роль другого плану, за фільм «Моя ліва нога».